# アララ (パライバ州)
座標: 南緯06度49分40秒 西経35度45分28秒 / 南緯6.82778度 西経35.75778度
アララ（Arara）は、ブラジル北東部地方パライバ州にある基礎自治体。州都ジョアン・ペソアから内陸に150km入った所にある。